# Soldats canadiens sous le Régime français
Les soldats canadiens sous le Régime français forment un groupe social important dans l'histoire de la Nouvelle-France (Québec, Canada). Durant le XVIIe et le XVIIIe siècle, les rivalités qui opposaient la France et l'Angleterre en Europe se sont transposées sur divers théâtres d'opérations où ces deux grandes puissances tentaient d'affirmer leur suprématie. En plus des grandes batailles en sol européen, ces deux empires allaient également s'affronter aux Indes, aux Antilles et, bien sûr, en Amérique du Nord, étendant ainsi le conflit à leurs colonies, dispersées tout autour du monde. Le Canada n'échappera pas à ces rivalités et plusieurs milliers de soldats viendront combattre, mourir, mais également, pour certains, s'enraciner dans la colonie laurentienne. Toutefois, force est de constater que sous le régime français, l'afflux de soldats au Canada fut loin d'être constant. Bien que plusieurs recrues aient effectué la traversée de l'Atlantique pour regarnir les engagés, les troupiers puis les soldats, les envois sont trop souvent effectués sur le tard, en nombre insuffisant ou tout simplement interceptés par la Royal Navy. Le défi qu'imposait l'immensité du territoire à défendre de même la menace que représentaient les fourmillantes Treize Colonies au sud aurait sans doute nécessité des envois de troupes en plus grand nombre et de façon plus régulière. Bien que d'incessants conflits déchirent la colonie, d'abord avec les Iroquois puis rapidement avec les Britanniques, le déploiement de soldats français au Canada, entre 1608 et 1760, demeure somme toute modeste, si l'on fait des comparatifs avec les effectifs engagés dans les batailles européennes de la même époque. Toutefois, cette migration de soldats sera tout de même déterminante pour le peuplement de la colonie et sa continuité. Présents dès les tout débuts de la colonie, le groupe social que représentent les soldats a indéniablement eu un impact considérable sur la société canadienne sous le Régime français mais également pour la suite du Canada.

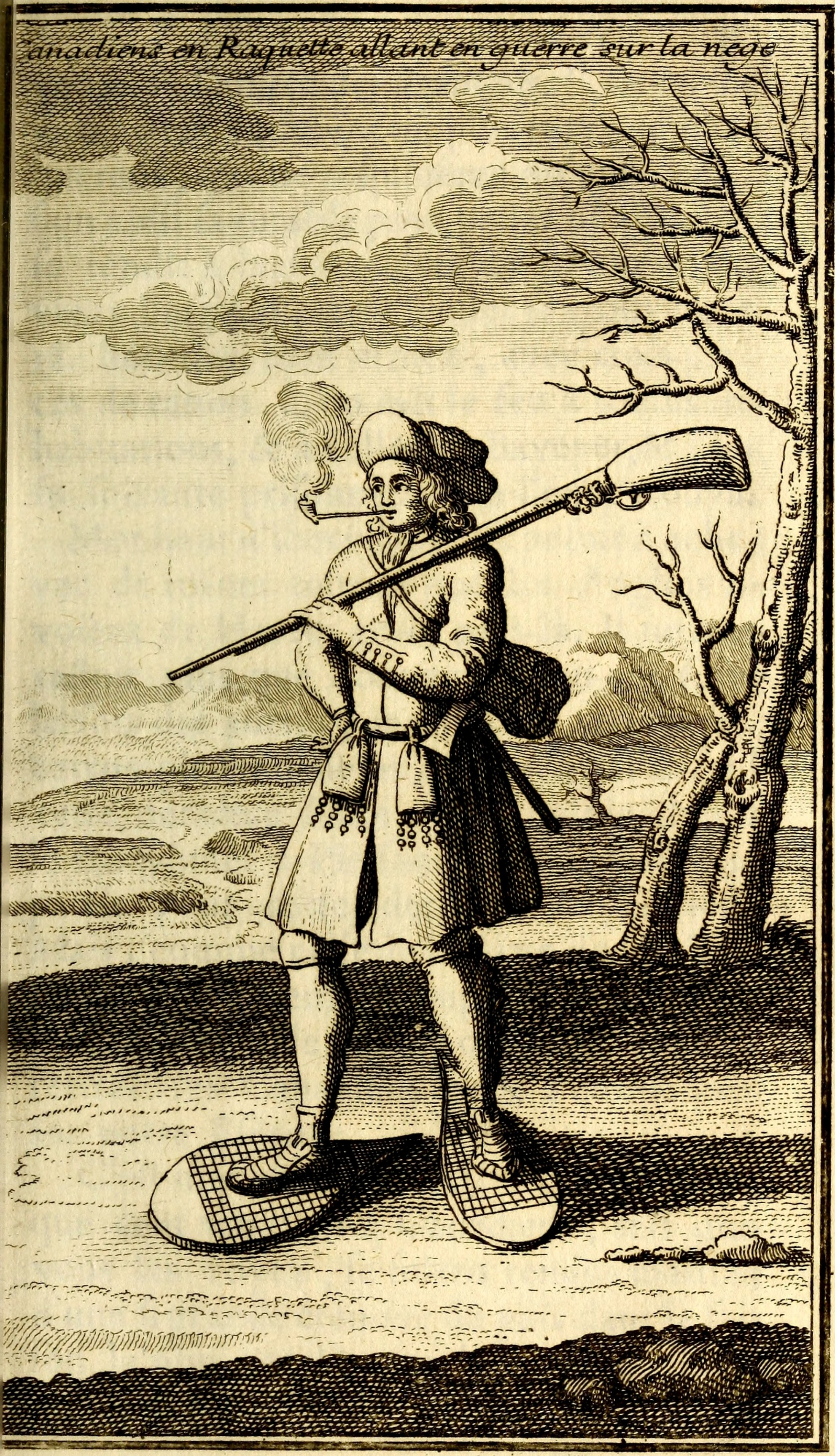
Canadiens en raquette allant en guerre sur la neige

Les soldats ont constitué un groupe social fort influent durant sa présence au Canada sous le régime français. Présent dans la colonie dès les débuts et subsistant jusqu’aux dernières escarmouches avec les Britanniques, le soldat français aura laissé une marque indélébile dans la société canadienne. Pour la majorité de ceux qui choisissent  de demeurer au Canada après le service militaire, ce choix implique, pour plupart, de poursuivre leur parcours au sein d'un autre groupe social. Les soldats du régiment Carignan-Salières, dans un premier temps, puis ceux des compagnies des troupes de la Marine et, enfin, ceux des batailles des troupes de Terre, ont permis l'essor de la société canadienne dans une multitude de ses facettes. Encore aujourd’hui, la généalogie canadienne-française demeure un sujet qui intéresse plusieurs Québécois. L’histoire de l’immigration et la colonisation militaire du Canada par les militaires Français demeure un pan primordial de l'histoire nationale canadienne et québécoise.

## Les premiers soldats français en sol canadien (1608-1683)

### Les soldats recrutés par les compagnies commerciales

#### Soldats, ouvriers et personnel qualifiée

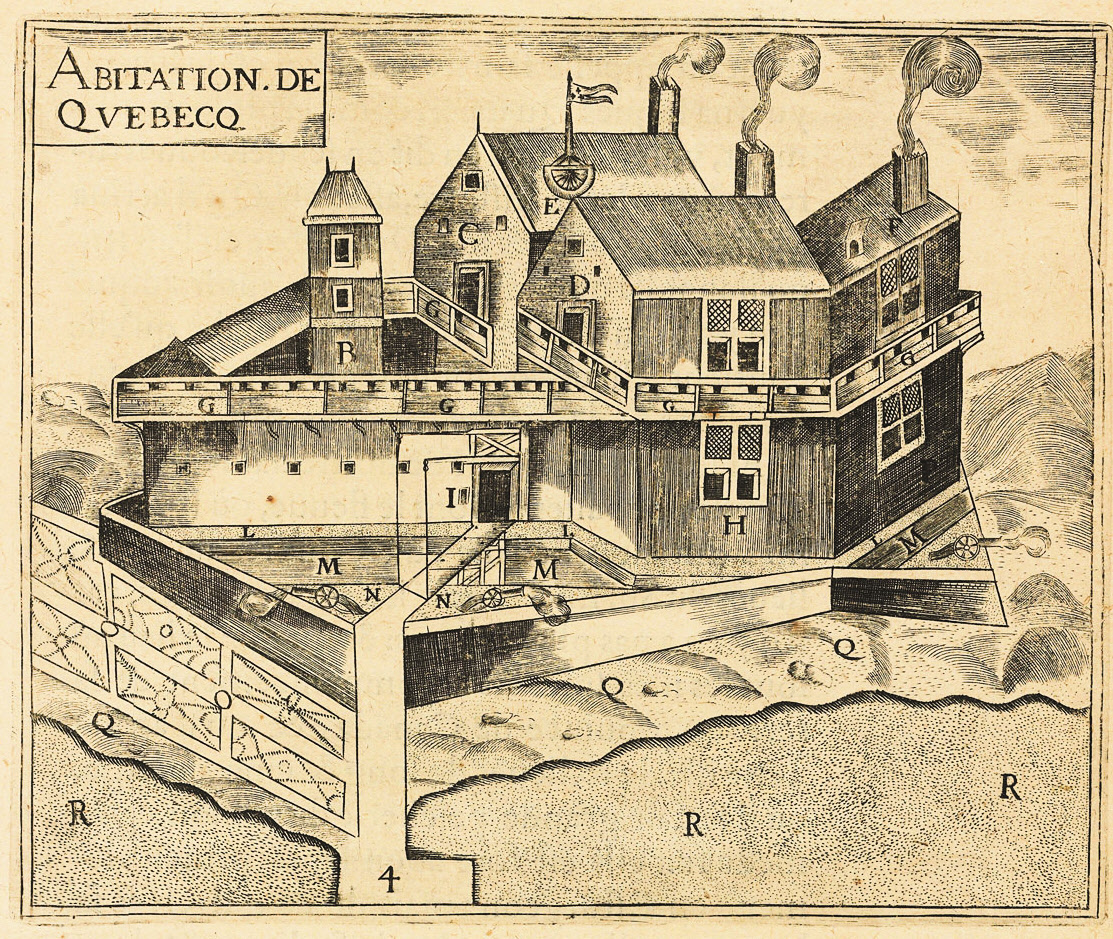
« Abitation de Quebecq, 1608, par Champlain : A Le magazin. B Colombier. C Corps de logis où sont nos armes, & pour loger les ouvriers. D Autre corps de logis pour les ouvriers. E Cadran. F Autre corps de logis où est la forge, & artisans logés. G Galleries tout au tour des logemens. H Logis de sieur de Champlain. I La porte de l'habitation, où il y a pont-levis. L Promenoir autour de l'habitation concernant 10. pieds de large jusques sur le bort du fossé. M Fossés tout autour de l'habitation. N Plattes formes, en façon de tenaille pour mettre le canon. O Jardin du sieur de Champlain. Q Place devant l'habitation sur le bort de la riviere. R La grande riviere de sainct Lorens. »

Dès la fondation de Québec en 1608, Samuel de Champlain est accompagné de soldats. Parmi ce groupe de militaires hétéroclites, on retrouve plusieurs vétérans des conflits qui déchirent l'Europe et qui ont déjà effectué la traversée dès 1604. Il importe de souligner qu'au tout début de la colonie, bien peu de choses différencient les soldats des autres civils avec qui ils effectuèrent la traversée de l'Atlantique : «Les premiers hivernants, comme on les appelle, sont des marins, matelots ou ouvriers, et des marchands avec leurs commis et leur valets. La plupart savent manier l'épée et l'arquebuse et, à la limite, on peut dire que tous sont aussi soldats». Qui plus est, les soldats qui participent aux premiers voyages vers le continent nord-américain sont polyvalents et ils exercent souvent un autre métier, ce qui s'avère être un atout, voir une nécessité dans une colonie naissante comme le Canada. Malgré tout, force est de constater que l'on manque de tout dans la vallée laurentienne; les soldats, les ouvriers et le personnel qualifié manquent cruellement, rendant la colonie vulnérable.

#### La  nature privée de l'organisation militaire

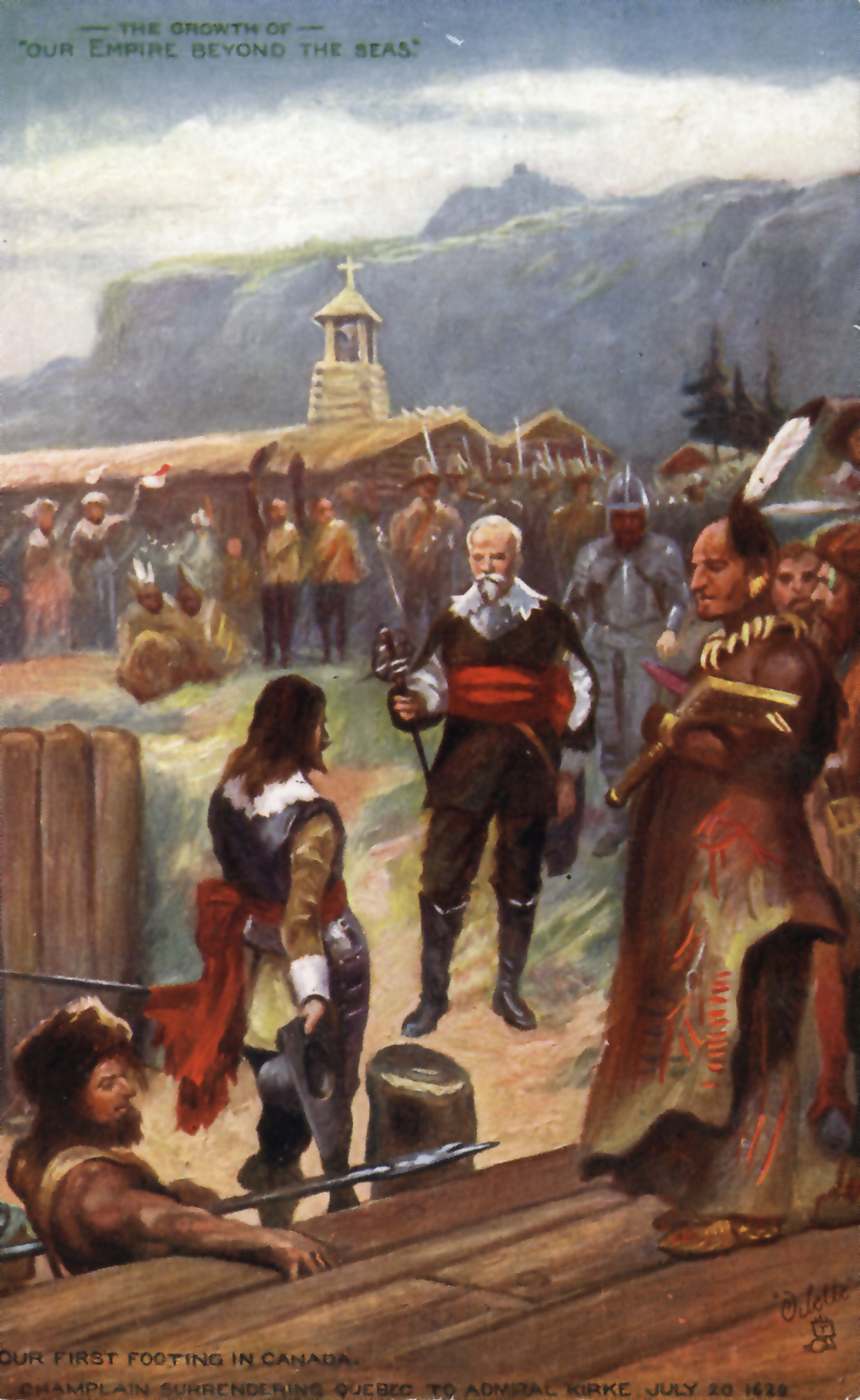
Champlain capitule à Québec, et rend la ville à l'amiral Kirke, le 20 juillet 1629.

Tout porte à croire que le recrutement des premiers soldats en partance pour le Canada devait se faire sensiblement de la même façon que celui des autres engagés puisque tout ce processus incombait aux compagnies commerciales: «Les soldats de cette période n'appartiennent  à aucune formation régulière. Il n'y a à peu près pas d'information touchant le mode de recrutement, mais nous pouvons penser qu'il ne diffère pas de celui utilisé pur le commun des travailleurs». À l'instar des activités économiques qui prévalent dans la petite société canadienne, l'organisation militaire coloniale des premières décennies est davantage de nature privée. Trop souvent, la logique de rentabilité qui s'applique lors l'obtention d'un monopole commercial s'avère être difficilement conciliable avec les autres prérogatives qui accompagnent un tel privilège. En effet, les compagnies commerciales ayant obtenu le monopole contractent, par la même occasion, certains engagements envers le roi. Parmi ceux-ci, mentionnons entre autres les obligations de coloniser le pays, d'évangéliser les autochtones et de gouverner et défendre les intérêts de Sa Majesté. Or, le peu de soldats présents sur le territoire durant les premières décennies de la colonie est attribuable au fait que ceux-ci coûtent généralement cher et les compagnies qui les emploient sont fréquemment au bord de la banqueroute. L'épisode des frères Kirke, en 1629, démontre bien l'incapacité des compagnies détentrices de monopole d'assurer une défense adéquate de la jeune colonie. Ces corsaires, mandatés par le roi d'Angleterre Charles 1er, prennent facilement Québec, centre névralgique du Canada, mais défendu par une poignée de soldats, à l'aide d'une petite flottille de 3 vaisseaux et 150 hommes. La France perdra ainsi sa colonie jusqu'en 1632, moment où elle lui sera rétrocédée, en même temps que l'Acadie.
De la rétrocession de la colonie par les frères Kirke, en 1632, à l'instauration du gouvernement royal, en 1663, la compagnie des Cents-Associés et la Communauté des Habitants paient pour le recrutement, l'envoi et l'entretien des militaires qui parviennent au Canada. L'arrivée de soldats en sol canadien dépend donc de ces compagnies commerciales qui ont obtenu le droit exclusif d'exploiter certaines ressources du territoire et d'en faire le commerce. Bien qu'ils soient considérés comme un groupe distinct par les administrateurs de la colonie, les soldats présents au Canada demeurent un groupe social bien modeste en cette première moitié du XVIIe siècle: «Ils sont peu nombreux, au plus quelques dizaines entre 1633 et 1643, puisque la compagnie de 60 soldats qui arrive en 1644 est accueillie comme un puissant secours». À l'image des autres groupes sociaux présents dans la colonie, celui des soldats a sans contredit un statut précaire.    

#### Vers les guerres iroquoises

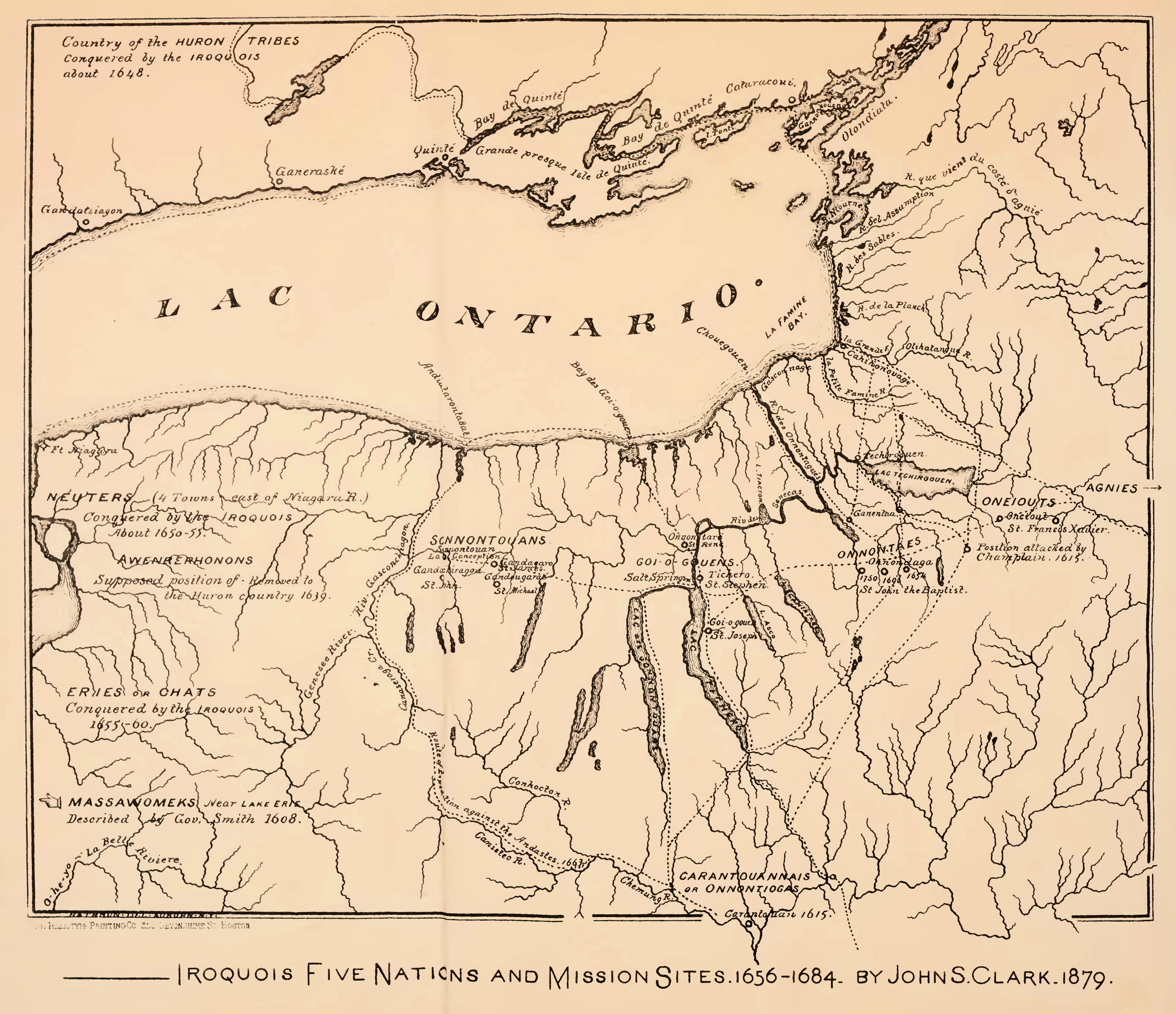
Carte des Cinq-Nations iroquoises et des sites de missions entre 1656 et 1684.

L'arrivée des Européens en Amérique a indéniablement bouleversé le mode de vie des Premières Nations. Les alliances commerciales de part et d'autre ont contribué à faire du commerce des fourrures une activité économique de premier plan. Très concurrentiel, le commerce des fourrures a exacerbé des tensions déjà existantes au sein des Premières Nations, notamment entre la Confédération Iroquoise, qui regroupe à cette époque les Mohawks, les Oneidas, les Onondagas, les Cayugas et les Sénécas et les diverses nations alliées aux Français, dont les Hurons-Wendats et les Algonquins. Les guerres iroquoises, qui s'échelonnent sur pratiquement tout le XVIIe siècle, représenteront une menace constante pour tous les Français décidant de s'installer dans la colonie: «À compter des années 1640, les Iroquois deviennent très redoutables : en 1649, ils éliminent les Hurons-Wendats alliés des Français ; par la suite, ils harcèlent les petits établissements français de Montréal et de Trois-Rivières par de nombreux raids qui mettront la colonie française en péril». Après une courte période de trêve durant les années 1650, les hostilités reprendront progressivement en 1660 avec, entre autres, la bataille du Long-Sault sur la rivière des Outaouais. Bien que l'année 1663 ait été retenue comme celle de la prise en charge de la colonie par Louis XIV, son autorité ne sera véritablement affirmée qu'en 1665 lors de l'arrivée d'un gouverneur militaire, d'un intendant chargé de la justice, de la police et des finances et, enfin, des troupes «pour affirmer l'autorité royale et protéger la colonie des incursions iroquoises».

### Les troupes royales: le régiment Carignan-Salières (1665-1683)

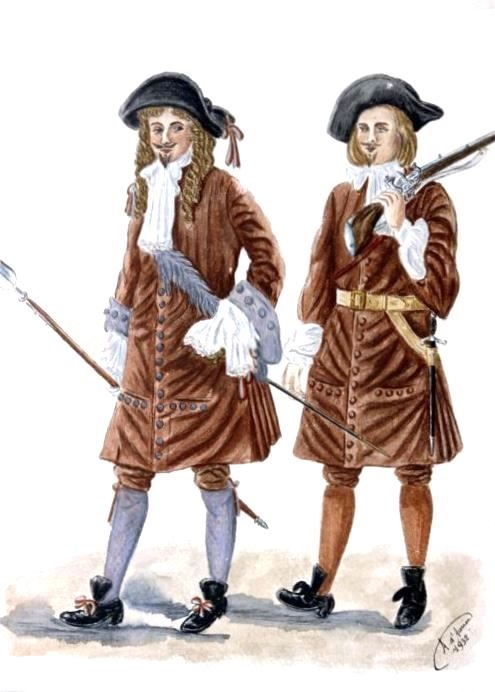
Soldats de régiment Carignan-Salières venus au Canada en 1665

#### Les soldats du roi au Canada
C'est donc à la suite de la prise en charge de l'administration coloniale par le roi, en 1663, qu'on détache les premiers soldats de troupes de Terre au Canada afin de combattre les Iroquois. À partir de 1665, le Canada accueillera donc les troupes du régiment Carignan-Salières, qui débarqueront successivement à Québec; un premier contingent de 4 compagnies arrivera en juillet, suivi par un autre contingent de 8 compagnies au mois d’août et, enfin, un troisième contingent de 8 compagnies complétera le régiment à son arrivée. Ce régiment se voit donc confier la mission périlleuse de pacifier les Iroquois et ainsi mettre un terme à «plus d'un demi-siècle de relations plutôt hostiles avec les indigènes, allant de la méfiance et des attentats isolés à la guerre proprement dite, amorcée au début des années 1640».

#### S'implanter dans la vallée laurentienne
Au XVIIe siècle, les Français qui passent au Canada, tous groupes sociaux confondus, sont confrontés assez rapidement à faire un choix déterminant pour la suite de leur parcours: envisager de s'établir au pays ou quitter lorsque les circonstances s'y prêteront. Les soldats de cette période n'y échappent pas et doivent eux aussi, une fois les obligations remplies, prendre une décision en ce sens :« Les réalités de ce pays rude et lointain ne leur laissent pas de choix : s'y installer, c'est-à-dire s'y habituer, ou rentrer plus ou moins rapidement en France». Plus importante au XVIIe siècle qu'au siècle suivant, la mobilité sociale a très certainement été un facteur important à considérer lorsqu'est venu le temps de quitter le Canda ou de s’implanter dans la vallée laurentienne. Il importe de garder à l'esprit que sous l'Ancien Régime, le métier de simple soldat, qui est le premier grade militaire de l'armée, au tout premier palier de la hiérarchie militaire, ne permet assurément pas de s'enrichir ou de cumuler les richesses, les titres ou les honneurs. Or, pour le soldat, le Canada offre certaines possibilités à ceux qui veulent demeurer dans la colonie, fonder une famille et contribuer au peuplement de la jeune colonie. Les incitatifs mis de l'avant par les autorités de l'époque, tels que les distributions de terres dans la colonie et le mariage avec les Filles du roi ont très certainement été déterminants dans la décision des soldats de poursuivre l'aventure dans la colonie ou de regagner la mère patrie. Pour les soldats du régiment qui sont demeurés au Canada à la suite de leur licenciement par la Couronne en 1668, le mariage a très certainement un facteur important d'inclusion sociale. En effet, la majorité des soldats qui s'implantèrent durablement dans la société canadienne se trouvèrent une épouse. Dans le même ordre d'idées, l'une des principales raisons qui mènent certains hommes à s'implanter dans la colonie est sans contredit d'ordre économique: la possibilité de posséder un terrain à cultiver près d’une maison, ce qui serait pratiquement impossible pour les soldats appartenant à la classe inférieure en France. Enfin, malgré les pertes subies lors des affrontements avec les nations iroquoises, ce sont environ 400 militaires qui vont choisir de rester au Canada et plus de 280 d'entre-deux se marièrent. De nombreux soldats décidèrent de s'établir dans la seigneurie de leur capitaine, permettant ainsi l'éclosion de petits noyaux villageois tels que Berthier, Lanoraie, Lavaltrie, Sorel, Contrecœur ou Verchères. Ainsi, les soldats qui restent au Canada font également le choix d'intégrer des nouveaux groupes sociaux, tels que les artisans ou les paysans.

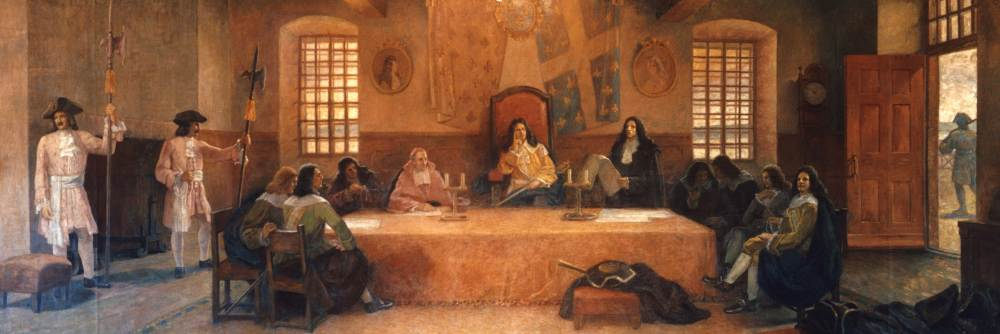
Le Conseil souverain, tableau de Charles Huot

## Les soldats des compagnies franches de la Marine (1683-1760)

### Les premières compagnies pour lutter contre les Iroquois

#### Des renforts pour la colonie

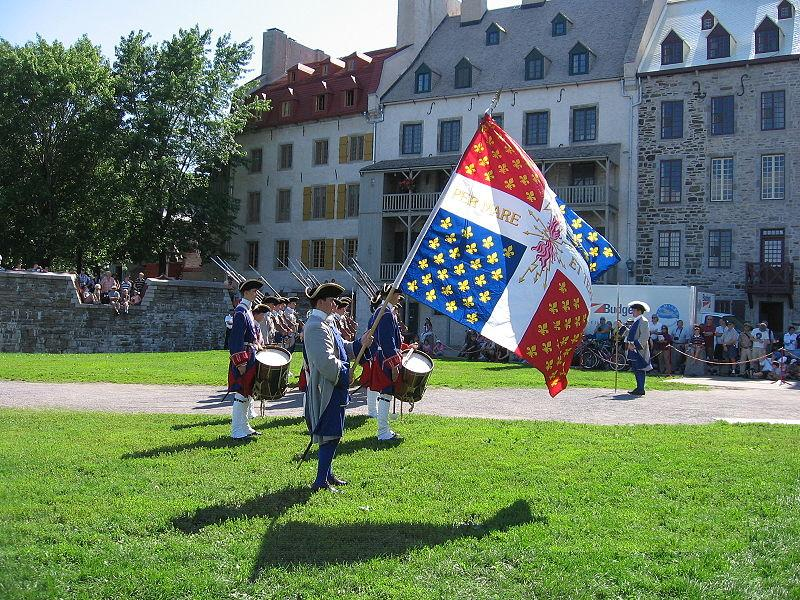
Reconstitution des Compagnies franches de la Marine

Malgré l'instauration d'une milice coloniale au Canada par Louis XIV à partir de 1669, l'absence de troupes régulières pour défendre la vallée laurentienne se fait cruellement sentir depuis le départ des troupes royales. Afin de pallier le manque de soldats dans la colonie, les troupes de la Marine furent dépêchés au Canada et constitueront l'essentiel des troupes régulières de 1682 à 1755. L'histoire des troupes de la Marine de la France d'Ancien Régime est étroitement liée à l'histoire des colonies françaises. Ces troupes, qui dépendaient du département de la Marine, représentèrent une organisation à la fois complexe et instable, qui muta fréquemment au gré des conflits auxquels elle participa: «De fait, les troupes de la Marine ont représenté des réalités multiples: troupes assurant la défense des ports sous des dénominations diverses, troupes embarquées dont les compagnies franches, canonniers matelots et autres bombardiers de la Marine, corps royal d'artillerie et d'infanterie de la Marine, compagnies détachées aux colonies, sans compter les troupes des compagnies commerciales, dont la Compagnies des Indes…». Les soldats qui composent les troupes de la Marine relèvent non pas du ministère de la Guerre, comme les troupes régulières, mais plutôt du ministère de la Marine. L'administration et les budgets alloués à la colonie laurentienne dépendaient d'ailleurs de ce même ministère. Celui-ci était en fait une division du gouvernent français qui administrait le Canada, mais également la marine, les autres colonies et le commerce maritime français. Durant la période où ils furent déployés au Canada, c'est-à-dire la fin du XVIIe et la première moitié du XVIIIe siècle, les soldats qui composent les troupes de la Marine sont essentiellement des Français. Bien que la population de France de cette époque soit majoritairement rurale, on dénote une forte présence de soldats qui proviennent du milieu urbain «Alors que la proportion d'origine urbaine se chiffre à 50%, de 1683 à 1750, ce centile en vient à représenter les deux tiers des recrues qui viennent au Canada lors de la dernière décennie».  Ces hommes issus de milieux sociaux généralement très modestes et aspire souvent à améliorer leur condition sociale. Puisqu'il n'est pas coutume de recruter des soldats de métier à même les colonies, l'essentiel des soldats des troupes de la Marine est recruté en France. C'est donc dans un contexte de reprise des hostilités avec les Iroquois que ce nouvel envoi de soldats survient. Essentiellement, leur mission demeure  la même que celle qui avait été confiée aux militaires les ayant précédé, c'est-à-dire pacifier l'ennemi et assurer la défense des possessions françaises.

#### Un envoi ponctuel puis récurrent
Durant les deux dernières décennies du XVIIIe siècle, de nombreux soldats prirent part aux expéditions qui furent menées dans l'objectif d'affaiblir la nation iroquoise au sein même de son territoire. Ainsi, en 1684, le gouverneur La Barre mena une expédition qui ne fut guère concluante; en 1687, à l'instar de son prédécesseur, le Marquis Denonville mena aussi une expédition, qui aboutit à la destruction de nombreux villages et la prise de possession du territoire au nom du roi de France. Toutefois, cet état de guerre continuel entre Français et Iroquois mena inexorablement à des querelles avec les colonies britanniques; celles-ci se poursuivront ensuite jusqu'au Traité d'Utrecht, en 1713. Ce dernier a pour résultat d'amputer la Nouvelle-France de certaines zones essentielles à son développement et tout aussi vitales pour assurer sa pérennité, c'est-à-dire l'Acadie et tout le bassin hydrographique de la Baie d'Hudson. Il s'avère donc plus nécessaire que jamais d'envoyer des troupes qui pourront tenir tête aux adversaires toujours plus nombreux de la jeune colonie. L'arrivée des 3 premières compagnies de soldats, en 1683, pour lutter contre les Iroquois, annonce également l'arrivée de troupes qui seront éventuellement stationnées de façon permanente en sol canadien. Ces 150 premiers hommes furent rapidement suivis par d'autres compagnies, renforçant le caractère permanent de ces troupes dans la colonie: en 1683, 3 compagnies; 1684, 10 compagnies; 1685, 16 compagnies; 1687, 32 compagnies; 1688, 35 compagnies; 1689 à 1722, 28 compagnies; 1750 à 1756, 30 compagnies; 1757, 40 compagnies. Lors de l'arrivée des premières troupes de la Marine au Canada, une compagnie était généralement composée de 50 hommes, dont 42 soldats; au tournant du XVIIIe siècle, leur effectif fut rabaissé à 30 hommes dont 22 soldats, puis en 1750, il grimpa de nouveau à 50 hommes, puis à 65 hommes en 1756, avec 54 soldats par compagnie. Avant l'arrivée des régiments de Terre au Canada en 1755, on dénombre  ainsi 1 400 soldats des compagnies franches de la Marine répartis sur le territoire canadien. Ces derniers constituent alors les principales troupes régulières présentent dans la colonie. Toutefois, il importe de souligner que depuis déjà plus de 65 ans, les troupes de la Marine constituent la principale force militaire régulière au Canada, et que les soldats qui la composent ont pris part aux principaux affrontements en sol canadien.

### Une institution militaire coloniale

#### Combattre au Canada sous le Régime français

Carte du Lac Champlain depuis le Fort Chambly jusqu'à celuy de St. Fréderic

Les soldats des troupes de la Marine sont principalement répartis entre les 3 villes de garnison que représentent Québec, Trois-Rivières et Montréal. Cette dernière, située plus à l'ouest, à l'intérieur des terres, a généralement bénéficié de davantage d'effectifs puisqu'elle constitue le point de départ des soldats vers les autres postes militaires répartis sur une grande partie du territoire nord-américain. Bien que les soldats conservent souvent la même garnison, les compagnies de Montréal doivent constamment détacher des centaines d'hommes pour les forts de l'Ouest. Ainsi, vers 1742, on rapporte qu'il y a un déficit d'environ 400 hommes pour les 19 compagnies franches de la Marine qui sont stationnées à Montréal: «C'est que 42 officiers et 48 soldats des compagnies basées à Montréal sont détachés aux forts Chambly, Saint-Frédéric, Frontenac, Niagara, Détroit, Michillimakinac et d'autres postes militaires jusque dans les Prairies que l'on nomme alors la mer de l'Ouest». Ce réseau de forts et de postes de traite fortifiés a bien sûr un rôle défensif, permettant de ralentir l'ennemi dans l'attente de secours, mais également un rôle économique, sécurisant la traite des fourrures, réel moteur économique de l'économie canadienne. L'importance de cette activité économique est telle que le rôle économique et le rôle militaire de ces forts deviennent indissociables. L'immensité du territoire canadien a très certainement imposé des limites quant aux capacités et aux moyens dont disposaient les soldats des troupes de la Marine pour se déplacer d'un emplacement à un autre. Cette vaste colonie, à peine défrichée en quelques emplacements sur l'interminable cours du fleuve Saint-Laurent et sur le long de ses principaux affluents, représente assurément un territoire hostile. Qui plus est, avec ses étés chauds et humides et ses hivers froids et très marqués par les précipitations de neige, le climat rigoureux du Canada rend cet immense territoire difficilement praticable, toutes saisons confondues. Sur le plan technique, l'organisation d'expéditions, quelles qu'elles soient, représente un sérieux défi. En effet, lors des déplacements, les troupes de la Marine doivent amener avec eux 90% de leurs provisions. Dans cette optique, les alliances développées avec les nations autochtones au fil des décennies ont très certainement contribué à rendre ces périples moins pénibles.

#### Une logistique complexe
Tout comme pour de nombreux produits finis ou transformés, la colonie dépend de la métropole pour l'envoi des recrues et du matériel nécessaire à mener la guerre. Ainsi, chaque année, le Canada doit se résoudre à attendre l'arrivée des premiers navires venus de France afin de pouvoir approvisionner les troupes en hommes et en matériel. Généralement, les envois sont modestes, couvrant à peine le nécessaire, mis à part quelques années où le ravitaillement semble plus abondant. Depuis 1718, le nombre de recrues arrivées au Canada annuellement ne dépasse pas les 150 hommes, hormis les 3 vagues importantes d'envoi de recrues réalisées en 1750, 1756 et 1757. La date d'arrivée des navires est tout aussi importante que le contenu de ceux-ci, car elle s'avère être déterminante quant à la conduite des opérations militaires à venir: «This determined when military operation could begin in earnest, and how large they could be, since so many essential items had to come from France». Par tout l'intérêt porté à l'égard de ces navires, aussi essentiels soient-ils, on constate toute l'ampleur de la politique mercantiliste française, qui cessera de maintenir sa colonie en état de dépendance vis-à-vis la métropole: «The colony’s well-being came to rest to a considerable extent on these ships». De plus, l'éloignement rend les communications complexes et inefficaces entre les autorités coloniales et métropolitaines. Enfin, on peut supposer que la traversée des soldats vers le Canada, qui représente un long périple de plusieurs semaines et même parfois plusieurs mois, à travers les eaux tumultueuses de l'Atlantique Nord, est un exercice des plus périlleux. La marine britannique de même que la maladie constituent des menaces qui guettent sans cesse les équipages. Le cumul de toutes ces épreuves affectera la capacité de combattre des soldats qui, indéniablement, n'en sortiront pas tous indemnes. À l'égal des armées qui servent en sol européen, les troupes attitrées au théâtre nord-américain souffrent d'un fort taux de mortalité qui est attribuable aux combats, certes, mais également à la maladie. Il importe donc d'amener en sol canadien de nouvelles recrues afin de remplacer les soldats qui tombent au combat ou ceux qui sont hospitalisés dans les institutions religieuses de l'époque.

#### Une participation active a la défense du pays

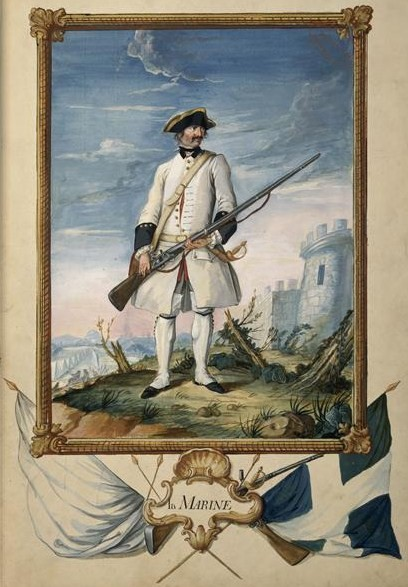
Compagnies franches de la Marine

Le rôle de premier plan qu'occupent les compagnies franches de la Marine dans la défense de la colonie s'avère primordial à bien des égards. Force est de constater que «les soldats ne font pas que quadriller les côtes de la colonie pour protéger et secourir les habitants et participer aux grandes campagnes comme le service l'exige». En effet, certains d'entre eux, à titre de volontaires, vont en parti contre l'ennemi et participent ainsi à diverses opérations avec de petites formations hétérogènes: «Ils forment le tiers du détachement qui s'empare des forts anglais de la Baie James en 1686, environ la moitié des effectifs français dans l'attaque de Schenectady en février 1690 et 40% des hommes qui vont saccager les côtes de Terre-Neuve avec Iberville à l'hiver 1697». Afin de défendre l'immensité de la colonie canadienne, mais également les autres colonies françaises en Amérique, une série de postes militaires, plus ou moins fortifiés, selon les cas, ont été érigés à de multiples endroits stratégiques sur le continent. D'abord érigés pour contrer les principaux axes d'attaques ennemis, les forts s'imbriqueront ensuite dans une stratégie visant à protéger les routes commerciales et les portages de toute action hostile des autochtones ou des colons anglais. Ces derniers font également office de relais lors des expéditions militaire et peuvent parfois même, lorsque leur taille le permet, servir de bases organisationnelles avancées. Présents sur tous les théâtres d'opérations, les troupes de la Marine semblent avoir constitué, de par le caractère permanent de ses effectifs dans la colonie, la première armée canadienne : «Les raids et les opérations de petit guerre et la défense des forts et des postes des Grands Lacs jusqu'en Acadie en passant par l'Ohio supposent la dissémination des soldats des troupes de la Marine sur un territoire immense». De concert avec la milice canadienne et les alliés autochtones, les compagnies de soldats constitueront les principales forces combattantes dans la colonie, et ce, jusqu'à l'arrivée des bataillons des troupes de Terre en 1755. De par les nombreuses expéditions, opérations de petite guerre et raids menés durant les 75 ans où ont été présents au Canada, les soldats des troupes de la Marine ont assurément été influencés par l'expérience qu'est la guerre au Canada. La rigueur du climat et l'immensité du territoire à défendre nécessitaient une certaine adaptation dans la manière de combattre, dans un premier temps, mais aussi la façon d'effectuer ses déplacements, et même, dans la manière de s'habiller. Les alliances développées avec les nombreuses nations autochtones présentes sur le territoire de la vallée du Saint-Laurent et tout autour des Grands Lacs ont permis à la colonie canadienne de subsister, mais également de s’accroître malgré sa nette infériorité démographique face aux colonies anglaises.

### Une présence permanente dans la colonie

#### La démobilisation
Cette période, couvrant les dernières décennies du XVIIe siècle et la première moitié du XVIIIe siècle, fut une période où l'on eut recours aux soldats pour coloniser le pays et s'implanter sur les bords du fleuve Saint-Laurent. Ainsi, après avoir réalisé leur engagement militaire contracté pour 3 années ou 6 années, les soldats des compagnies franches de la Marine furent incités à rester au pays: «Aux prises avec la double nécessité de peupler et de défendre sa principale colonie du Nouveau-Monde, le roi de France opta pour une solution de compromis déjà retenue et éprouvée au début de son règne, l'envoi de soldats, inexpérimentés pour la plupart dans le métier des armes, mais fortement encouragés à «s'habituer dans le pays», une fois fait le coup de feu». L'apport démographique qu'ont pu avoir les troupes de la Marine demeure considérable dans la colonie canadienne. Avant le début de la guerre de Sept Ans, on estime que plus de 3 000 soldats français se sont établis sur les rives du Saint-Laurent après avoir complété l'engagement qu'ils avaient contractés. D'une durée de quelques années, l'engagement initial des soldats est souvent prolongé compte tenu du manque de recrues. Il est même fréquent de voir des soldats qui demeurent au service de la patrie durant plusieurs années, parfois même durant des décennies; une fois démobilisé, ils touchent ainsi une pension d'invalidité qui leur ait versée par l'État. Évidemment, en temps de guerre, les autorités militaires demeurent vigilantes et il arrive même, qu'en temps de guerre, aucune permission de se marier n'est accordée afin de ne pas dégarnir volontairement les effectifs des garnisons. La démobilisation a donc mené plusieurs jeunes hommes a intégrer la jeune société canadienne au sein d'un nouveau groupe social, quittant ainsi celui des soldats.

#### S'enraciner dans la colonie laurentienne
Les soldats des compagnies franches de la Marine ont indéniablement contribué à la colonisation canadienne. Les mesures favorisant l'enracinement des vétérans dans la colonie, comme l'octroi de terres, ont vraisemblablement fonctionné puisqu'ils ont été nombreux à s'implanter dans la vallée laurentienne, puis progressivement vers l'ouest de la colonie: «Cet atavisme et l'expansion vers l'ouest vont renforcer la spécificité de ces unités qui, pour la plupart, serviront dans des postes de plus en plus éloignés et isolés». Il importe de souligner que les soldats peuvent passer plusieurs mois sans voir d'action militaire et peuvent ainsi découvrir le pays par le biais des engagements qu'ils obtiennent ou des déplacements qu'ils effectuent. Bien que le logement des soldats puisse sembler être un fardeau pour ceux et celles qui le subissent, la plupart des Canadiens voient d'un bon œil l'arrivée dans la colonie de ces jeunes hommes dans la force de l'âge. En effet, dans une colonie qui manque cruellement de main-d'œuvre, tout porte à croire que la présence de soldats qui savent se rendre utiles est appréciée: «Et effectivement, le troupier est généralement reçu à bras ouverts dans les chaumières canadiennes, spécialement à la campagne où les relations avec le colon sont excellentes, ne serait-ce qu'en raison de ce qu'ils représentent l'un pour l'autre; d'un côté liberté, soulagement de la rigueur militaire quotidienne, travail, économies, chaleur humaine: de l'autre, assistance dans le labeur et sociabilité». Le logement des soldats dans la colonie a indéniablement contribué à rapprocher les soldats de la population civile. En effet, dans la grande majorité des cas, les troupes de la Marine sont logées chez l'habitant et sont dispersées entre les 3 villes de garnison que sont Montréal, Trois-Rivières et Québec, sans compter les postes éloignés des Pays d'en Haut. Sans réelle politique de casernement avant la deuxième moitié du XVIIIe siècle, les soldats se voient ainsi offrir l'occasion de créer des liens avec les familles qui les logent. Cette pratique constitue sans contredit une facteur d'intégration sociale notable pour le troupier puisqu'il s'acclimate ainsi à sa société d'accueil, facilitant souvent par la suite son insertion sociale.
Afin d'inciter les soldats à s'installer au pays après leur engagement, les autorités métropolitaines et locales ont mis en place des mesures incitatives, de nature économique ou sociale, qui se sont souvent avérées être nécessaires pour convaincre les principaux intéressés: «Elles étaient essentielles à la réussite de l'opération, car, si la famine et la misère que subissait la France avaient constitué des facteurs d'enrôlement, l'établissement en Nouvelle-France allait exiger un encouragement concret et décisif». Lors des 3 premières décennies de présence au Canada des soldats des troupes de la Marine, c'est-à-dire entre 1683 et 1715, on estime qu'environ 20% qu'y sont venus dans la colonie s'y sont marié, alors que pour la période couvrant 1716 à 1748, une légère baisse des unions laisse supposer que ce pourcentage se situe davantage entre 13% et 18%. Pour une colonie si faiblement peuplée et disposant d'un immense territoire, ces chiffres sont significatifs quant l'apport qu'on eut les soldats des troupes de la Marine au peuplement de la colonie laurentienne. À la suite de leur carrière militaire, ces hommes décident donc de changer de groupe social et commencent à défricher, à développer et à s'approprier ce vaste territoire d'Amérique du Nord.

#### Les vocation après le coup de feu
Comme nous l'avons vu précédemment, bon nombre de soldats ont quitté la vieille Europe en étant encouragés par les autorités métropolitaines, à exercer un métier ou une occupation dans la colonie, lors de la fin de leur service. Il n'est donc pas surprenant de constater qu'ils seront tout de même nombreux à poursuivre leur vie en dehors du cadre strict que représente le service militaire: «Bon nombre de ces jeunes gens, recrutés pour la plupart sans aucune expérience préalable du métier des armes, n'hésiteront pas à la première occasion à troquer le fusil de Tulle pour la charrue, la truelle, l'herminette ou même le métier à tisser.». Il est réaliste d'estimer qu'environ la moitié des soldats des compagnies franches possédaient un métier lors de leur arrivée au Canada. Dans le même ordre d'idées, il est intéressant de constater que la majorité de ces métiers sont reliés ou exercés dans des domaines fort en demande dans la colonie: « Les soldats exercent des métiers reliés surtout aux domaines du logement, du vêtement et de la nourriture». La

## L'envoi des régiments de Terre au Canada (1755-1763)

### Les troupes de Terre en campagne militaire au Canada

#### L'arrivée des troupes régulières (1755-1756)
En 1756, en Europe, a débuté la guerre de Sept Ans, qui sera considérée comme le premier conflit à l'échelle mondiale. Jusqu'en 1763, des batailles se dérouleront tant en Europe qu'en Amérique du Nord, aux Philippines et aux Indes et entraîneront la mort de plus d'un million d'hommes. La France et ses alliés seront alors opposés à la Grande-Bretagne, la Prusse et Hanovre. L'origine de ce conflit témoigne de la rivalité commerciale et impériale entre la Grande-Bretagne et la France, mais également de l’hostilité grandissante entre la Prusse, d'une part, et l’Autriche, alors membre de la coalition réunissant la France, la Suède, la Saxe, la Russie et l’Espagne. Alors que des combats ont déjà débuté dans la colonie canadienne et que la guerre de Sept Ans commence à peine sur le vieux continent, la situation dans laquelle la France est empêtrée n'a rien de réjouissant: «Malgré ses succès apparents des années 1755 et 1756, la France est en situation d'échec, car elle se retrouve obligée de lutter sur deux fronts, ou plutôt trois en réalité: en Europe où elle engage presque toutes ses troupes - et alors que la guerre ne sera jamais déclarée entre la France et la Prusse! -, dans les colonies et plus encore sur les mers où elle se sait inférieure à son ennemi britannique».  

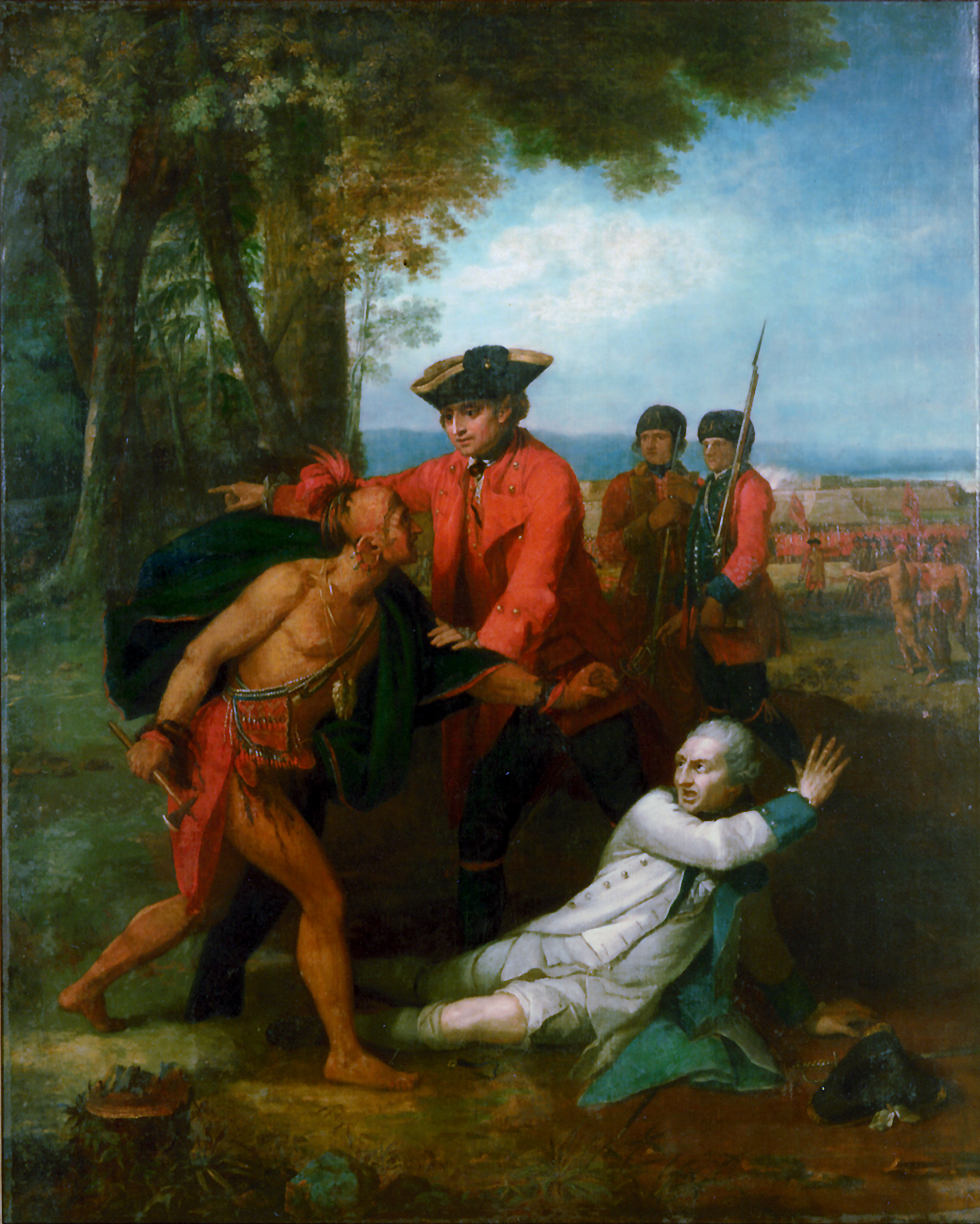
Capture du baron Dieskau par les Britanniques au lac George, 1755.

En ce qui a trait au théâtre d'opérations nord-américain, les hostilités ont débuté en 1754, entre les Français et les Britanniques, dans la vallée de l'Ohio. Elles se termineront en 1760, et cette série de batailles en territoire nord-américain est communément appelée la guerre de la Conquête, au Québec, tandis qu'aux États-Unis, l'appellation fréquemment utilisée est French and Indian War. C'est dans ce contexte qu'on envoie, en 1755, le baron de Dieskau, nouvellement détenteur du commandement des régiments de l'armée de Terre qui l'accompagnent en Nouvelle-France, soit un détachement composé de six des 395 bataillons d'infanterie de l'armée française. Il va sans dire que l'arrivée des régiments de troupes de Terre de l'armée française au Canada, en 1755, est d'une importance capitale pour la jeune colonie, qui n'a jamais connu un tel afflux de soldats. Soulignons que le dernier envoi d'un régiment de troupes de Terre remontait déjà à 1665, lors de l'arrivée du régiment Carignan-Salières, déployé pour mater la menace iroquoise. Le premier corps expéditionnaire arrivé en 1755 en Nouvelle-France est composé des régiments, de Béarn, La Reine, Languedoc et Guyenne, déployés au Canada, ainsi que des régiments de Bourgogne et d'Artois, qui débarquent à Louisbourg. En réponse à la capture de Dieskau par les Britanniques lors de la campagne de 1755, un nouveau contingent de soldats est envoyé au Canada sous la tutelle du marquis de Montcalm. Les régiments de Royal-Roussillon et de La Sarre l'accompagnent et rejoignent les régiments déjà déployés. Ainsi, les régiments d'infanterie présents ont fourni, durant la guerre de la Conquête, un total de 13 bataillons totalisant environ 8 000 hommes.

#### Combattre en sol canadien

Vue de Louisbourg, dans L'Amérique Septentrionale, prise du fanal durant le dernier Siege en 1758

Les soldats des troupes de Terre qui arrivent au Canada dans la dernière décennie du régime français sont généralement moins âgés que ceux qui composent les troupes de la Marine et, étant des recrues, ils ont assurément moins d'expérience. Il en demeure que jusqu'en 1758, les opérations militaires menées par les forces françaises en Amérique semblent satisfaisantes et «les méthodes traditionnelles semblaient une fois de plus faire leur preuves au Canada». Bien que la colonie canadienne semble avoir le dessus durant les premières années du conflit, tirant profit des alliances développées avec certaines nations autochtones, la réalité de la nette supériorité numérique britannique s'impose progressivement. Malgré un retentissant succès des troupes de Terre à Carillon lors de l'été 1758, les Britanniques vont assaillir plusieurs secteurs à l'aide d'importants effectifs, tant sur terre que sur mer, et feront tomber successivement les forts Frontenac et Duquesne, mais s'empareront surtout de l'impressionnante forteresse qu'est Louisbourg, sur l'île du Cap-Breton. On assiste dès lors à une « européanisation » du conflit qui se répercute tant au niveau de la taille des engagements que de l'organisation et l'utilisation des troupes. Soulignons néanmoins que les batailles qui se tiennent sur le continent américain sont nettement plus modestes que celles qui font rage en Europe: «À titre d'exemple, ce sont plus de soixante mille soldats qui s'affrontent à Rossbach, alors que sur les Plaines d'Abraham et à Ste-Foy, on dénombre moins de dix mille soldats». À la suite de la capitulation de Montréal, signée le 8 septembre 1760, la campagne des troupes françaises en Amérique du Nord s'achève et les autorités britanniques procèdent rapidement au rapatriement des troupes vers la France. Ce sera donc sous l'impulsion d'un visionnaire comme William Pitt que la colonie du Canada de même que l'ensemble de la Nouvelle-France tombera après s'être maintenue farouchement durant plus de deux siècles, défiant toutes les probabilités.

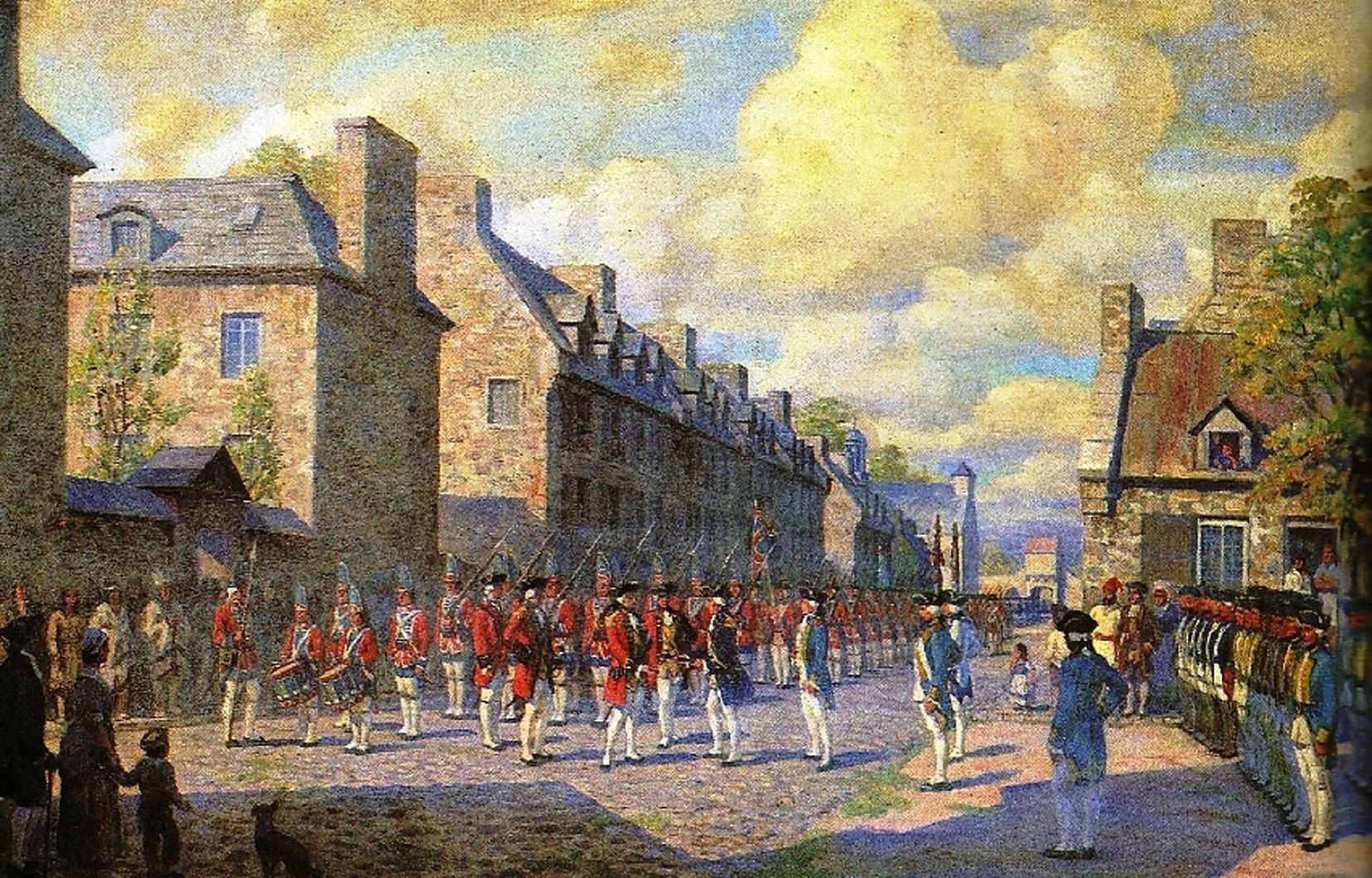
Capitulation de Montréal, 1760.

### L'intégration des soldats de la guerre de Sept-Ans a la société canadienne

#### Devenir canadien
À l'instar des soldats du régiment Carignan-Salière ou de ceux ayant composé les compagnies franches de la Marine, les soldats des troupes de Terre qui choisiront de demeurer dans la colonie après la capitulation de 1760 ont su s'intégrer à la société canadienne. De plus, tout comme pour leurs prédécesseurs, le mariage a été un facteur d'établissement, déterminant pour les soldats qui trouver une femme au pays. Contrairement à la grande majorité de leurs frères d'armes rapatriés en France dès septembre 1760, les soldats mariés dans la colonie obtiennent une dispense des autorités britanniques, leur permettant de demeurer au Canada. Ainsi, des 722 soldats et recrues des troupes de Terre mariés en Nouvelle-France depuis 1755, dont 702 au Canada, 115 ont choisi de regagner la métropole ou de s'établir dans une autre contrée, souvent avec épouse et enfants.Dans le même ordre d'idées, «il est intéressant de noter que le cantonnement des soldats a eu une très grande influence sur l'endroit où ils se sont établis. La majorité des mariages ont eu lieu dans les paroisses où ont été stationnés les bataillons pendant l'hiver. L'influence du cantonnement est assez importante et des noyaux de population militaires sont apparus dans certaines régions». Enfin, un des facteurs d'établissement et d'intégration importants a été la profession civile exercée par les soldats des tropes de Terre. À l'inverse des soldats des troupes de la Marine qui ont souvent fait profession dans l'administration publique à la suite de leur démobilisation, on retrouve très peu de soldats des troupes de Terre qui ont fait carrière dans les institutions gouvernementales, tant coloniales que municipales.

## Recherche en cours
Depuis maintenant plus d'une dizaine d'années, la Société généalogique canadienne-française a constitué une base de données exhaustive des soldats français des troupes de Terre qui ont combattu en Amérique entre 1755 et 1760. Le Projet Montcalm représente une vaste étude inédite qui a permis d'identifier et de colliger les noms de tous les officiers et soldats des troupes de terre qui ont combattu en Amérique lors de la guerre de Sept Ans dont la présence est attestée en Nouvelle-France entre le 1er avril 1755 et le 31 décembre 1760. En plus de présenter des mentions nominatives concernant l'origine, l'engagement et le cheminement des soldats des troupes de Terre, ce projet permet d'établir les noms des soldats restés au pays après la Conquête, ceux morts sur les champs de bataille ou disparus ainsi que ceux qui ont été faits prisonniers ou sont rentrés en France en septembre 1760.